# Nessuno torna indietro (romanzo)
Nessuno torna indietro è un romanzo di formazione della scrittrice italiana Alba de Céspedes, pubblicato per la prima volta nel 1938 in Italia da Mondadori.
L'opera è stata tradotta in ventidue lingue, fra le quali il tedesco, lo spagnolo, il giapponese, il russo, il norvegese, lo svedese, il finlandese, il rumeno, il bulgaro.

## Storia editoriale
Il volume uscì nel novembre del 1938 redatto da Sem Benelli e Francesco Flora ed ebbe immediata e clamorosa fortuna di critica e di pubblico in Italia e all'estero, tanto che già nel 1939 fu firmato un contratto con la società Urbe Cinematografica per la sua trasposizione sul grande schermo. La prima edizione andò esaurita in una settimana e già il mese successivo vide una sua ristampa.
Il regime fascista tentò invano di censurarlo: le figure femminili, i rapporti intrafamiliari e l'intera società ritratti nel libro non si attagliavano certo ai modelli allora imposti e vigenti in Italia, secondo i quali la donna era un monodimensionale "angelo del focolare", il tessuto sociale esente da smagliature, la corruzione inesistente, gli intrecci fra il mondo della politica e quello degli affari esclusi e i rapporti sessuali prematrimoniali femminili tabù: nessuna ragazza italiana avrebbe mai potuto nutrire ambizioni e progetti di realizzazione personale al di fuori del matrimonio, disprezzare i propri genitori e men che mai - soprattutto se studentessa educata in un collegio religioso - commettere un furto o scegliere coscientemente di essere amante di uomini facoltosi, depravati e corrotti.
I primi provvedimenti nei confronti del romanzo e della sua versione cinematografica furono adottati dal Minculpop  nel 1940 e un ulteriore deciso passo fu costituito, nel gennaio del 1941, da una stroncatura di Piero Pellicano - a quel tempo famoso storico e polemista politico della scuola di Giovanni Preziosi - che accusò il romanzo di essere in contrasto con "la politica demografica, la politica della razza, l'esaltazione della famiglia, il culto delle tradizioni, i premi matrimoniali, i premi demografici, la protezione della maternità e dell'infanzia". Il clima di ostilità verso l'opera peggiorò progressivamente fino a giungere alle segnalazioni anonime, che indussero la de Céspedes, il 31 ottobre 1941, a scrivere al ministro Pavolini per denunciare che "da vari mesi a questa parte sono vittima della più spietata e vergognosa campagna di lettere anonime, inviate sia a mio indirizzo, sia presso terze persone e [...] Vi sarò vivamente grata se vorrete [...] proteggermi da questa ignobile campagna diffamatoria".
Alla Mondadori fu imposto di cessare le pubblicazioni dell'opera alla sua 20ª edizione; la casa editrice formalmente obbedì ma di fatto eluse la censura con uno stratagemma: ottenuto il permesso di esaurire le numerose copie di quell'edizione ancora giacenti nei suoi depositi, andò avanti a stampare continuando a dichiarare le nuove copie come 20ª edizione.
Ad impedire il tentativo blocco contribuirono probabilmente sia l'amicizia e la stima che legavano l'autrice e Arnoldo Mondadori sia lo straordinario successo commerciale dell'opera; questo secondo fattore potrebbe aver indotto l'editore ad avvalersi degli stretti rapporti instaurati con i capi del fascismo e con lo stesso Mussolini, consolidatisi sin dai tempi in cui Mondadori aveva concluso il contratto con Margherita Sarfatti per la pubblicazione di Dux, la monumentale biografia del dittatore.
La censura fascista riuscì comunque ad escludere il romanzo dal Premio Viareggio del 1939: con l'opera la de Céspedes aveva vinto il premio di quell'anno ex aequo con Vincenzo Cardarelli, ma la decisione della giuria fu annullata per ordine di Mussolini a causa dei precedenti politici antifascisti della prima e del reiterato mancato rinnovo della tessera d'iscrizione al partito del secondo.

## Trama
Il romanzo narra le vicende, fra l'autunno del 1934 e l'estate del 1936, di un gruppo di otto studentesse universitarie - Emanuela, Xenia, Silvia, Vinca, Anna, Valentina, Augusta e Milly, diverse per censo e provenienza geografica - che alloggiano a Roma nel collegio femminile Grimaldi gestito dalle suore. Le ragazze sono animate da un desiderio di emancipazione e da ambizioni non comuni per le donne dell'epoca e il corso degli eventi aprirà loro destini diversi.
Vinca è una ragazza spagnola scappata dalla sua patria per motivi politici, innamorata del connazionale Luis, che la lascerà per andare a combattere nella guerra civile spagnola con le truppe rivoluzionarie e si sposerà con un'altra donna, già promessa a lui.
Xenia, per la vergogna e la delusione di non essersi laureata, scappa dal collegio e fugge a Milano, rubando un prezioso anello ad Emanuela per pagarsi il viaggio. Trovato un lavoro come commessa, conosce Dino, giovane e scaltro imprenditore con pochi scrupoli, che la assume come segretaria e di cui diventa ben presto l'amante. Dopo che Dino viene arrestato dalla polizia per i suoi traffici illeciti, Xenia diventa la mantenuta di Raimondo Horsch, un faccendiere molto ricco e potente infatuato di lei. 
Emanuela, indipendente e di famiglia benestante, è segretamente una ragazza madre che finge di essere arrivata a Roma per terminare gli studi e fa credere che i genitori siano in viaggio da tempo in America. Ha avuto una figlia, Stefania, con un aviatore di cui era innamorata ma che morì prima di poterla sposare. Ogni domenica Emanuela va a trovare la figlia nel collegio dove viene cresciuta. A Roma inizia una storia d'amore con Andrea, al quale rivela il suo segreto solo quando questi le chiede di sposarla. Andrea però non accetta la situazione e lascia Emanuela che, ereditata dal padre una grossa fortuna e dopo aver rotto con le amiche, decide di partire in crociera con la figlia Stefania. 
Silvia è una ragazza molto studiosa ed ambiziosa: mira a laurearsi con il massimo dei voti. Mentre è al collegio, diventa la stimata assistente del professor Belluzzi che sarà anche revisore della sua tesi. Silvia raggiungerà il suo obiettivo e, con grande coraggio, deciderà di seguire il consiglio del professore di diventare insegnante lasciando Roma per accettare una cattedra a Pisa. 
Anna e Valentina sono due ragazze di campagna che appartengono però a due ceti sociali differenti: Anna fa parte di una famiglia benestante mentre Valentina è di umili origini. Le due sono legate da una forte amicizia ma, quando entrambe si innamorano di Mario, questo legame si incrina; quando Anna sposerà Mario, esso si spezzerà definitivamente. 
Milly, studentessa di musica e cagionevole di salute a causa di problemi di cuore, è spesso rinchiusa nella sua camera e gode inizialmente solo della compagnia di Emanuela. È innamorata di un organista cieco conosciuto a Milano con il quale intraprende una relazione amorosa epistolare. Alla morte improvvisa di Milly, la camera viene occupata da un'altra ragazza che non verrà integrata nel gruppo. 
Augusta è la più grande e più emancipata tra le ragazze che alloggiano al Grimaldi e sogna di diventare scrittrice, sebbene le case editrici abbiano più volte rifiutato di pubblicare le sue storie. Emanuela è l’unica amica a cui permette di leggere le sue composizioni ma, quando Augusta assieme a Valentina viene a conoscenza del suo segreto, si sentirà tradita a tal punto da rinnegare la loro stretta amicizia.

## Opere derivate
Da questo romanzo sono stati tratti l'omonimo film di Alessandro Blasetti del 1943 e l'omonimo sceneggiato di Franco Giraldi del 1987.